# 長胸鰭短吻獅子魚
長胸鰭短吻獅子鱼，为輻鰭魚綱鮋形目杜父魚亞目狮子鱼科的其中一種。分布於南冰洋的威爾德海東北海域。屬深海魚類，棲息在水深2025至2037公尺的水域，體長可達16.8公分，生活習性不明。